# 거전항
거전항은 김제시에 있던 항구였다.

## 폐쇄
새만금사업으로 폐쇄되었다